# GNU Multi-Precision Library
A GNU Multiple-Precision Library, também conhecida como GMP, é uma biblioteca de código aberto para aritmética de precisão arbitrária, trabalhando sobre inteiros, racionais e números de ponto flutuante. Essa biblioteca permite a que variáveis tenham um tamanho de bytes variável. Possui um rico conjunto de funções matemáticas. O uso básico da biblioteca é na linguagem C, mas existem implementações para outras linguagens como Python, C++, Perl e OCaml.
O principal alvo das aplicações que usam GMP são criptografia, segurança de aplicações para internet e sistemas de computação algébrica.